# Thomas Bethke
Thomas Dieter Bethke (* 12. Dezember 1961 in Uetersen, Schleswig-Holstein) ist ein deutscher Mediziner, Klinischer Pharmakologe und Hochschullehrer. Bethke war an den Entwicklungen und Zulassungen von neuen Medikamenten wie dem Protonenpumpenhemmer Pantoprazol, dem inhalativen Steroid Ciclesonid sowie dem klinisch wirksamen Phosphodiesterase (PDE)-4 Inhibitor in der chronisch-obstruktiven Lungenerkrankung (COPD) Roflumilast beteiligt.
Bethke studierte Humanmedizin am Universitätsklinikum Hamburg-Eppendorf. 1989 wurde er promoviert mit einer experimentellen Arbeit über inotrope Medikamente bei Herzversagen. Danach forschte er zwei Jahre über kardiovaskuläre Themen, bevor er sich auf dem Gebiet der Klinischen Pharmakologie spezialisierte. 1995 erwarb er seinen Facharztabschluss in Klinischer Pharmakologie. Klinisch-praktische und wissenschaftliche Erfahrungen sammelte er an der University of Virginia (USA) und der Yale University (USA).
Bethke ist außerplanmäßiger Professor der Medizinischen Fakultät der Eberhard-Karls-Universität zu Tübingen, Fachgebiet Klinische Pharmakologie.
Sein Forschungsschwerpunkt ist die experimentelle und klinische Pharmakologie sowie die therapeutische Anwendung von PDE-Hemmstoffen. Promotion (Hamburg 1989) und Habilitation (Tübingen 2009) beschäftigten sich mit diesen Themen.
Bethke schloss zusätzlich einen wirtschaftswissenschaftlichen Master of Business Administration (Kollegg Graduate School of Management, Northwestern University, Chicago, und Wissenschaftliche Hochschule für Unternehmensführung Otto Beisheim, Graduate School of Management, Koblenz 1999;  Master-Thesis: “Knowledge Management in Clinical Drug Development”) ab.
Bethke hatte verschiedene Leitungsfunktionen in der pharmazeutischen Industrie. 1996 bis 2001 leitete er die Humanpharmakologie bei Byk Gulden, danach von 2001 bis 2006 die Internationale Klinische Forschung bei Altana Pharma, wo er 2006/2007 Vizepräsident für  Klinische Entwicklungsstrategie war, und ab 2007 war er  Medical Director bei Nycomed.
2000 wurde er Fellow der Faculty of Pharmaceutical Medicine, London. Er ist Mitglied der Fortbildungskommission der Deutschen Gesellschaft für Pharmazeutische Medizin.

## Schriften
- mit D. C. Grootendorst, S. A. Gauw, P. J. Sterk, J. J. Hospers, P. S. Hiemstra, K. F. Rabe: 4 weeks treatment with PDE4 inhibitor roflumilast does not change airway inflammation in sputum in patients with COPD. In: Targeting inflammation in asthma and COPD – Interventions beyond inhaled steroids. 149 161, Diana C. Grootendorst, 2003, ISBN 90-6734-207-6.
- mit H. Tenor, A. Hatzelmann, R. Beume, G. Lahu, K. Zech: Pharmacology, clinical efficacy and tolerability of PDE4 inhibitors: Impact of human pharmacokinetics. In: S. H. Francis u. a. (Hrsg.): Phosphodiesterases as Drug targets, Handbook of Experimental Pharmacology. Springer-Verlag Berlin Heidelberg, 2011, ISBN 978-3-642-17968-6.
- mit A. Hatzelmann, R. Beume, C. Schudt, H. Tenor: Bedeutung und potentielle Möglichkeiten von Roflumilast als antiflammatorisches Wirkprinzip. In: O.C. Burghuber (Hrsg.): Komorbidität bei obstruktiven Atemwegserkrankungen – Entzündung und antiinflammatorische Therapie. Lehrbuch. UNI-MED Verlag AG, Bremen/ London/ Boston 2012, ISBN 978-3-8374-2231-3.